# Rhabdomantie
Rhabdomantie (griech. rhabtos = Stab, manteia = Wahrsagen) als Form der Mantik bezeichnet das Wahrsagen mittels Wurfes von Stäbchen oder das Erspüren von unter der Erde verborgenen Dingen mit einer Wünschelrute. Mit Hilfe der Ausschläge der Rute sollen Erzadern (Metalloskopie) oder Wasser (Hydroskopie) lokalisiert werden.